# José María de Miguel Gil
José María de Miguel Gil (Logronyo, 1950) és un economista, advocat i polític riojà. Ha estat membre de la comissió executiva regional del PSOE. Fou escollit senador per la Rioja a les eleccions generals espanyoles de 1982, on negocià l'estatut d'autonomia per La Rioja i fou escollit el primer president de la comunitat autònoma el 1983. Ocupà el càrrec fins al 1987.